# Cuspirostrisornis
Cuspirostrisornis is een geslacht van uitgestorven vogels uit het Vroeg-Krijt van het huidige China, behorend tot de Enantiornithes. Er is slechts één soort bekend, Cuspirostrisornis houi, hoewel sommige onderzoekers denken dat dit een synoniem is van de vergelijkbare soort Cathayornis yandica. Hij is bekend van één fossiel dat gevonden is in de Jiufotangformatie in de provincie Liaoning, Volksrepubliek China. De Jiufotangformatie wordt gedateerd in het Vroeg-Krijt, Aptien, 120,3 +/-0,7 miljoen jaar geleden.

## Vondst en naamgeving
In de vroege zomer van 1993 vond Hou Lianhai samen met Hou Jinfeng, hoofdillustrator bij het Institute of Vertebrate Paleontology and Paleoanthropology te Beijing twee kilometer ten westen van het dorp Boluochi, in de prefectuur Chaoyan, in Liaoning, het skelet van een kleine vogel. In 1997 benoemde en beschreef hij dat als de typesoort Cuspirostrisornis houi. De geslachtsnaam is een combinatie van het Latijnse cuspis, 'scherpe punt' en rostrum, 'snuit' en het Oudgriekse ὄρνις, ornis, 'vogel'  in lichtgrijze moddersteen. De soortaanduiding eert Hou Jingfeng als medeontdekker.
Het holotype IVPP V10897 is gevonden in een laag van de Jiufotangformatie die dateert uit het Aptien-Albien. Het bestaat uit een vrijwel volledig skelet met schedel, samengedrukt tussen twee platen.

## Beschrijving
De lichaamslengte van Cuspirostrisornis is veertien centimeter. Het gewicht is geschat op zeventig gram.
Hou gaf allerlei onderscheidende kenmerken aan. Latere onderzoekers hebben die echter meestal niet kunnen bevestigen. Zhou Zhonghe stelde in 2010 dat Cusprostrisornis slechts een jonger synoniem was van Cathayornis yandica, uit dezelfde vindplaats. Michael Mortimer stelde dat een mogelijk verschil lag in het niet vergroeid zijn van de achterste zijuitsteeksel van het borstbeen.
Het holotype is dat van een kleine boombewoner, met een schedel van ongeveer 27 millimeter lang. Er zitten vijf paar kleine tandjes in de voorkaak en nog eens vijf paar in de voorkaak. Hij had een spitse snuit die Hou identificeerde als een snavel die verhoudingsgewijs leek op de snavels van het bestaande geslacht Motacilla, de kwikstaarten. Sommigen hebben echter opgemerkt dat er geen bewijs is dat de snuiten van tanddragende prehistorische vogels zoals de meeste enantiornithiden ook een hoornen snavel zouden hebben gehad, tenminste in een getand deel van de snuit. Aangezien Cuspirostrisornis een getande snuit had, is de snavel waarvan Hou veronderstelde dat die aanwezig was bij het geslacht waarschijnlijk een verkeerde interpretatie, vergelijkbaar met de gehaakte snavel waarvan ten onrechte werd gezegd dat die aanwezig was bij Boluochia, een van de vele andere enantiornithiden die in hetzelfde artikel worden beschreven.
De ellepijp is groot en afgeleid, met de s-vorm van moderne vliegende vogels. Het borstbeen is groot, gekarteld en breed.

## Fylogenie
Hou plaatste Cuspirostrisornis in 1997 in een eigen Cuspirostrisornithidae. Als het een jonger synoniem is, is aan die groep geen behoefte.